# Ofenbauer (Film)
Ofenbauer ist ein Dokumentarfilm des DEFA-Studios für Wochenschau und Dokumentarfilme von Jürgen Böttcher aus dem Jahr 1962.

## Handlung
Im Eisenhüttenkombinat Ost an der Oder stehen sechs Hochöfen. Jeder davon hält sieben Jahre, dann ist er ausgebrannt und muss erneuert werden. Bisher dauerte der Wechsel 80 Tage, mit einer neuen Technologie soll es nur noch 40 Tage Produktionsausfall geben. Neben dem alten wird ein neuer Hochofen aufgebaut und erst nach dessen Fertigstellung kann der alte komplett, bis auf das Gerüst, abgerissen werden. Der Neue ist fast 2000 Tonnen schwer und 56 Meter hoch und wird auf Rollen 18 Meter weit, mit mehreren Stahlseilen, auf den richtigen Standort gezogen.
Der Film beginnt mit den letzten Instruktionen vor Beginn der Arbeiten. Alle sind konzentriert und wissen, was sie zu tun haben. Die Aktion wurde 22 Tage vorbereitet. Dazu gehörte auch der Bau einer Trägerbrücke, über die der Transport erfolgen soll. Dann kamen die Worte an alle: „Das Kommando hat jetzt Meister Klaus. Seinen Befehlen ist unbedingt Folge zu leisten!“ Nun sieht man, gedreht von fünf Kameramännern, in den folgenden Minuten die Männer bei der Arbeit: angespannte Gesichter, prüfende Hände, das Geräusch kreischender Winden und bis zum Zerreißen gespannter Stahlseile. Bis auf das Problem, dass ein Rohr im Weg ist und entfernt werden muss, geht alles gut. Nach drei Stunden ist das Ziel erreicht.

## Produktion und Veröffentlichung
Die Uraufführung des Schwarzweißfilms fand am 13. November anlässlich der V. Internationalen Dokumentar- und Kurzfilmwoche in Leipzig statt. Die regulären Aufführungen in den Kinos begannen am 28. Dezember 1962. Die erste Ausstrahlung im Deutschen Fernsehfunk erfolgte am 6. Januar 1963.

## Kritik
Eine ADN-Meldung in der Tageszeitung Neues Deutschland über den Film lautet: 

„Mit packender Unmittelbarkeit wird hier die dramatische Atmosphäre der Umsetzung eines Hochofens im EKO wiedergegeben. Eindrucksvoll zeigt die Kamera, in den Gesichtern lesend, das starke innere Beteiligtsein der Menschen.“

Günter Sobe schreibt in der Berliner Zeitung über den Film: 

„Er beeindruckt durch seine Unmittelbarkeit, durch direktes Dabeisein der Kamera, durch die vermittelte Anspannung auf den Gesichtern der Arbeiter. Ein Film, der dem Dokumentarfilm gibt, was des Dokumentarfilms ist: wahres Leben.“

## Auszeichnungen
- 1962: V. Internationale Dokumentar- und Kurzfilmwoche Leipzig: Silberne Taube für das Nationalprogramm der DDR unter Hervorhebung der Filme Ofenbauer und Nach einem Jahr[3]